# 西遊 (2014年電影)
《西遊》是2014年台灣-法國合作的短片作品，由蔡明亮執導，於法國馬賽取景，並於第64屆柏林影展電影大觀單元首映。

## 演員
- 李康生 - 和尚
- 丹尼·拉馮 - 龍

## 外部連結
- 互联网电影数据库（IMDb）上《西遊》的资料（英文）